# Leucophanite
La leucophanite est un minéral inosilicate de formule chimique (Na,Ca)2BeSi2(O,OH,F)7 ou NaCaBeSi2O6F. Elle peut contenir du cérium en substitution au calcium.
On la trouve dans les pegmatites et les complexes ignés alcalins sous forme de cristaux tricliniques jaunes, verdâtres ou blancs. Elle a été trouvée en Norvège où se trouve sa localité type : l'île Låven (ou Arø), au Québec, en Russie et Biélorussie.
Elle a été décrite pour la première fois dans le district de Langesundfiord, dans le sud de la Norvège, en 1840 par le pasteur et collectionneur de minéraux Hans Morten Thrane Esmark (1801-1882). Le nom donné vient du grec leucos pour « blanc » et phanein pour « apparaître », en allusion à la couleur blanche commune.
Dans les gisements, elle est associée au pyrochlore, au groupe de la néphéline, à la mosandrite-(Ce), à l'albite, et à l'aégirine notamment.

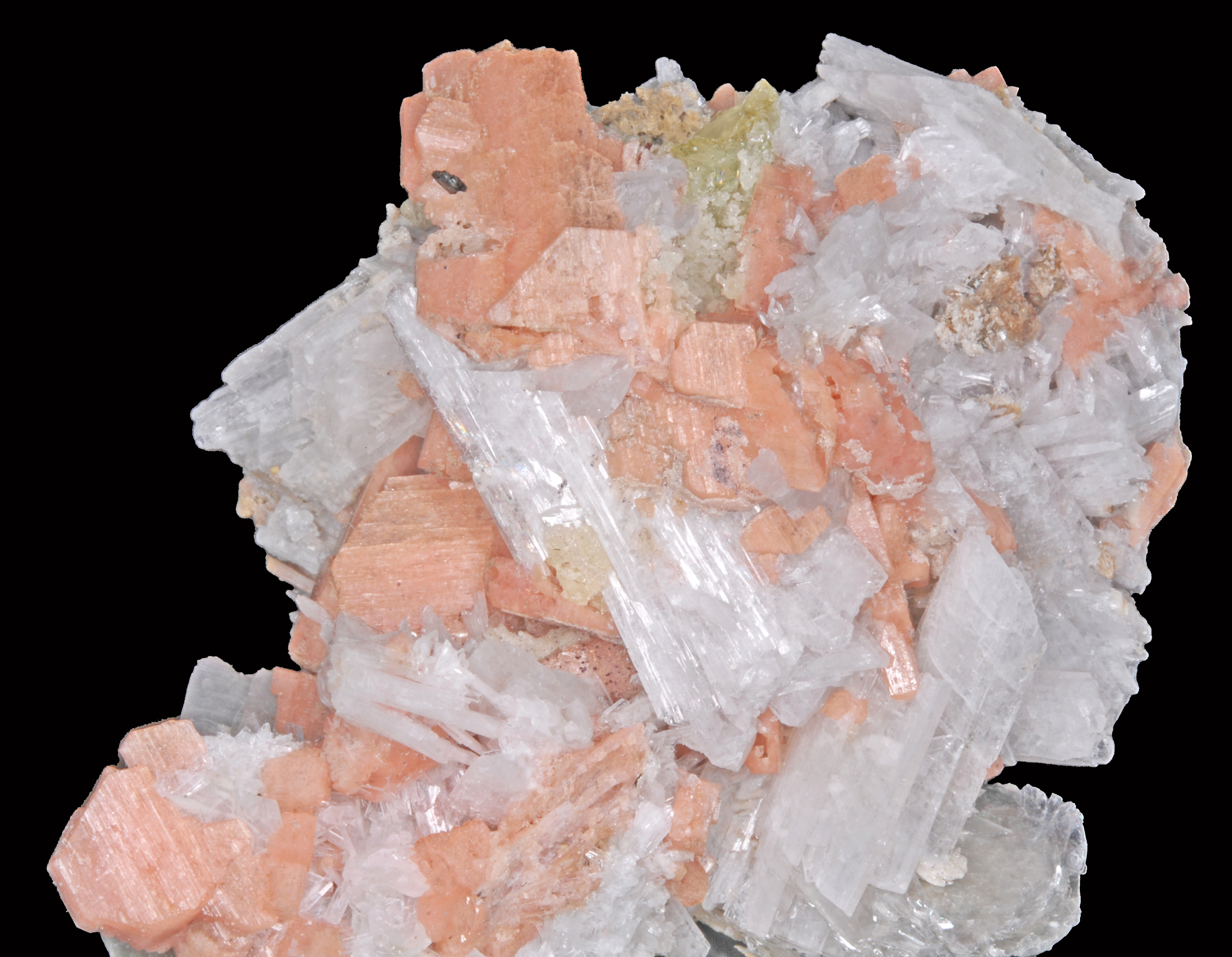
Sérandite (en orange), leucophanite (en jaune), feldspath (blanc translucide), albite (grains blanc), polylithionite (rose) : Mont Saint-Hilaire, Montérégie au Québec.